# 酒井雲
酒井 雲（さかい くも、1898年12月6日 - 1973年11月10日）は浪曲師。本名：酒井玉之助。日本を代表する演歌歌手・村田英雄の師匠として知られる。
岐阜県長良（現・岐阜市）の生まれ。豆腐の売り子から、16歳で桃中軒雲右衛門に入門し桃中軒東風を名乗る。すぐに雲右衛門没後は酒井玉水などを名乗り地方巡業に出る。従来の浪曲とは違う、人気の文芸小説を浪曲化し、「文芸浪曲」と称した独自の世界を確立。従来の講談物の「勧善懲悪」、他の儒教的倫理観に対し、彼の文芸浪曲は人間の尊厳を高らかに歌いあげた。
昭和に入り明治座、国技館で独演会を開く。戦時中は時局（愛国）浪曲。戦後ラジオ、テレビの本放送が始まるとNHKの専属になり一躍人気者になる。鳩山一郎は後援会長を務めたp.73。
得意演目は「坂崎出羽守」「恩讐の彼方へ」「地震加藤」「駕籠幽霊」「景清」「桐一葉」「雪の渡り鳥」「小猿七之助」「本能寺」「瞼の母」等多い。
1970年に勲五等双光旭日章、1971年にNHK放送文化賞を受賞。
弟子を多く育成した。幼少期に入門した酒井雲坊（後に演歌に転じた村田英雄）が著名。